# Selebar Jaya
Selebar Jaya is een bestuurslaag in het regentschap Lebong van de provincie Bengkulu, Indonesië. Selebar Jaya telt 374 inwoners (volkstelling 2010).